# Akrosomreaktion
Die Akrosomreaktion ist der Teilschritt der Zeugung, der es dem Spermium ermöglicht, zur Plasmamembran der Eizelle vorzudringen. Sie beginnt mit der Ausschüttung des Inhalts (Exozytose) des Akrosoms, einem speziellen Lysosom, das im Kopf des Spermiums unmittelbar unter dessen Plasmamembran liegt.

## Primäre Bindung der Samenzelle

Schematische Darstellung der Akrosomreaktion beim Seeigel

Die Eizelle besitzt mit der Zona pellucida eine Schutzhülle, die ebenfalls eine wesentliche Funktion bei der Befruchtung spielt. Der „erste Kontakt“ einer kapazitierten Samenzelle mit dieser Schutzhülle wird als primäre oder initiale Bindung zwischen Ei- und Samenzelle bezeichnet. In Kontakt treten dabei Proteine an der Oberfläche der Samenzelle und das Protein ZP3 der Zona pellucida, was die Akrosomreaktion auslöst.
Hierbei verschmilzt die Zellmembran des Spermiums in dessen Kopfbereich mit der Membran des Akrosoms, einem Bestandteil der Samenzelle. Die im Akrosom enthaltenen hydrolisierenden Enzyme werden damit freigesetzt, und als direkte Folge davon wird die Zona pellucida an dieser Stelle aufgelöst (lysiert). Dabei geht die Zellmembran an der Spitze des Spermienkopfes verloren. Vor dem Kern des Spermiums liegt jetzt nur noch die innere (hintere) Membran des Akrosoms.

## Sekundäre Bindung der Samenzelle
Die sekundäre Bindung der Samenzelle erfolgt nun am Protein ZP2 der Zona pellucida, wodurch sowohl die Aufrechterhaltung als auch eine Verstärkung der Bindung ermöglicht werden.
Eine Akrosomreaktion ist nur bei vollständig kapazitierten Samenzellen möglich. Somit kann die Akrosomreaktion als wichtigster zusammenfassender Parameter für die männliche Fertilität benutzt werden: Ist die Bewegungsfähigkeit (Motilität) der Samenzellen gestört, erreichen diese den Eileiter nicht. Erreichen sie diesen wohl, kommt es hier aber zu Problemen bei der Kapazitation, wird die Akrosomreaktion verhindert. Dementsprechend gilt die Akrosomreaktion als ein auch im Labor anwendbarer Test, um die Befruchtungsfähigkeit der Samenzellen zu beurteilen.